# Lusta betöltés
A lusta betöltés egy létrehozási programtervezési minta. Lényege, hogy elhalasztják az objektum létrehozását akkorra, amikor tényleg szükség van rá. Megfelelő használat esetén javíthatja a program válaszadási képességét és növelheti sebességét. Ellentéte a mohó betöltés. Akkor lehet vele sokat nyerni, ha nem feltétlenül van szükség arra, hogy inicializálódjon egy objektum, aminek inicializálása költséges.

## Megvalósításai
A mintának négy gyakran használt megvalósítási módja van: lusta inicializáció; virtuális helyettes; szellem; értéktartó. Mindegyiknek megvan a maga előnye és hátránya.

### Lusta inicializáció
Lusta inicializáció esetén az objektum referenciája először nullra állítódik. Az objektum hívásai ellenőrzik, hogy az objektum null-e, és ha igen, akkor létrehozzák. Példa C#-ban:
```
private
 
int
 
myWidgetID
;

private
 
Widget
 
myWidget
 
=
 
null
;

 

public
 
Widget
 
MyWidget
 

{

    
get
 

    
{

        
if
 
(
myWidget
 
==
 
null
)
 

        
{

            
myWidget
 
=
 
Widget
.
Load
(
myWidgetID
);

        
}

        

        
return
 
myWidget
;

    
}

}

```

Vagy a '??' operátorral
```
private
 
int
 
myWidgetID
;

private
 
Widget
 
myWidget
 
=
 
null
;

public
 
Widget
 
MyWidget
 

{

   
get
 
{
 
return
 
myWidget
 
=
 
myWidget
 
??
 
Widget
.
Load
(
myWidgetID
);
  
}

}

```

Ezt a legegyszerűbb megvalósítani, de mivel a null antimintának is tekinthető, szükség lehet egy null objektumra a null helyett. 

### Virtuális helyettes
A virtuális helyettes megvalósítja az objektum interfészeit. Ha először hívják az objektum metódusát, akkor betölt, és delegál.

### Szellem
A szellem egy objektum, ami betölthető részlegesen. Először csak az objektum azonosítóját tartalmazza, és a többi adatot csak akkor tölti be, amikor először szükség van rájuk. Példaként tegyük fel, hogy a kliens a tartalomhoz online formában akar hozzáférni. Létrehozáskor tudjuk, hogy magára az objektumra szükség lesz, de nem tudjuk, hogy mely adatok kellenek, és mely metódusokat fogják hívni. PHP példa:
```
$userData
 
=
 
array
 
(

    
"UID"
 
=
 
>
 
uniqid
(),

    
"requestTime"
 
=>
 
microtime
(
 
true
 
),

    
"dataType"
 
=>
 
""
,

    
"request"
 
=>
 
""

);

if
 
(
isset
(
 
$_POST
[
'data'
]
 
)
 
&&
 
$userData
)
 
{

    
//...

}

```

### Értéktartó
Az értéktartó generikus objektum, ami megvalósítja a lusta betöltést, és az objektum adatmezői helyett jelenik meg.
C# példa:
```
private
 
ValueHolder
<
Widget
>
 
valueHolder
;

 

public
 
Widget
 
MyWidget
 

{

    
get

    
{

        
return
 
valueHolder
.
GetValue
();

    
}

}

```

## Fordítás
Ez a szócikk részben vagy egészben  a   Lazy loading című angol Wikipédia-szócikk fordításán alapul.  Az eredeti cikk szerkesztőit annak laptörténete sorolja fel. Ez a jelzés csupán a megfogalmazás eredetét és a szerzői jogokat jelzi, nem szolgál a cikkben szereplő információk forrásmegjelöléseként.